# Valdeolmos-Alalpardo
Valdeolmos-Alalpardo ist eine zentralspanische Gemeinde (municipio) mit 4.568 Einwohnern (Stand: 2024) im Nordwesten der Autonomen Gemeinschaft Madrid. Die Gemeinde besteht aus den Ortschaften Alalpardo, Miraval und Valdeolmos. Der Verwaltungssitz befindet sich in Alalpardo. Sie liegt im Nordwesten der Autonomen Gemeinschaft Madrid ca. 30 km nordnordöstlich von Madrid. 
| 1930 | 1950 | 1970 | 1981 | 1991 | 2001 | 2011 | 2021 |
| ---- | ---- | ---- | ---- | ---- | ---- | ---- | ---- |
| 388  | 475  | 379  | 448  | 1094 | 1804 | 3360 | 4309 |

## Sehenswürdigkeiten
- Kirche der Unbefleckten Empfängnis (Iglesia de Immaculada Concepción) in Valdeolmos
- Christopheruskirche (Iglesia de san Cristóbal) in Alalpardo

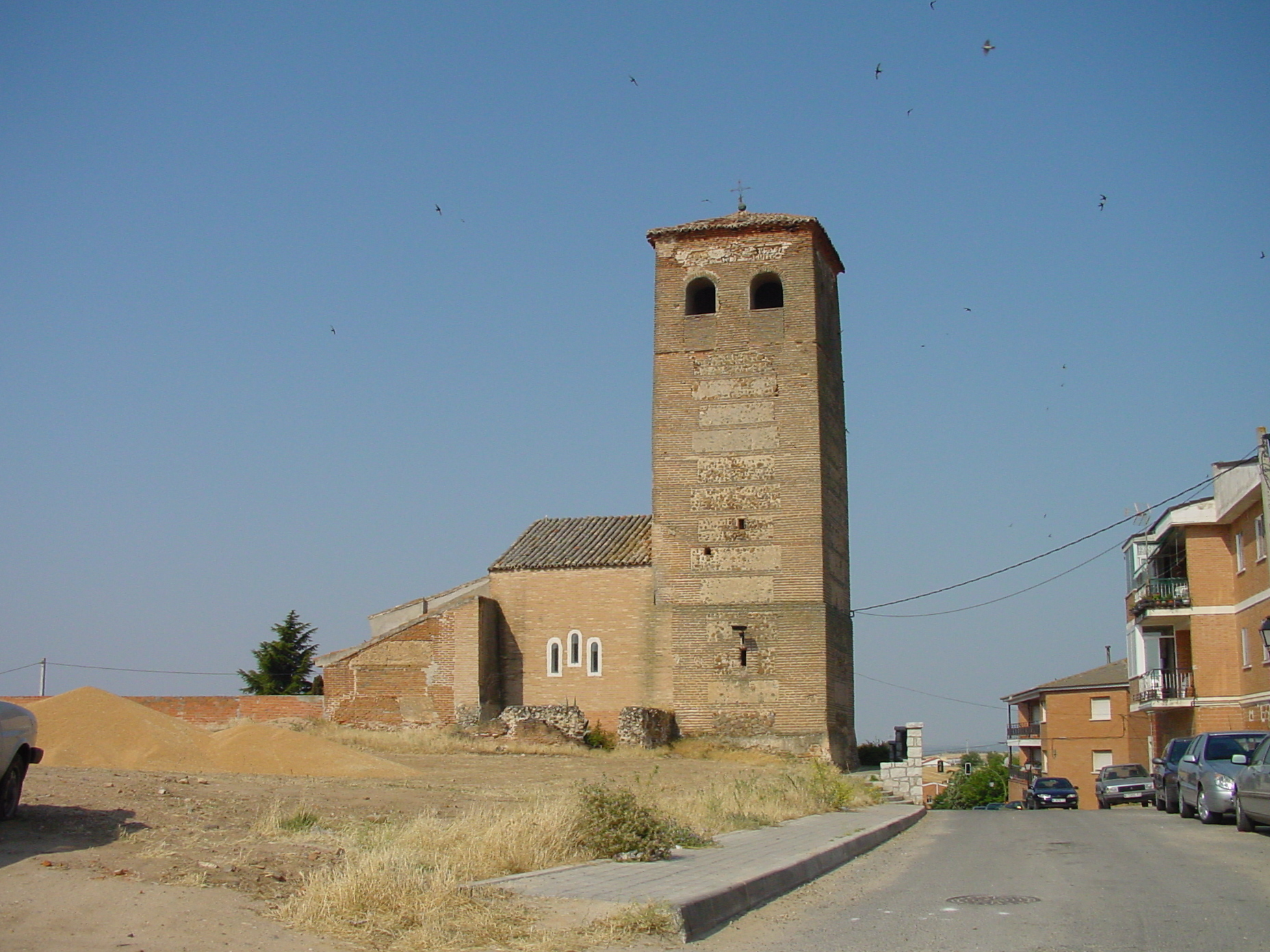
Kirche der Unbefleckten Empfängnis
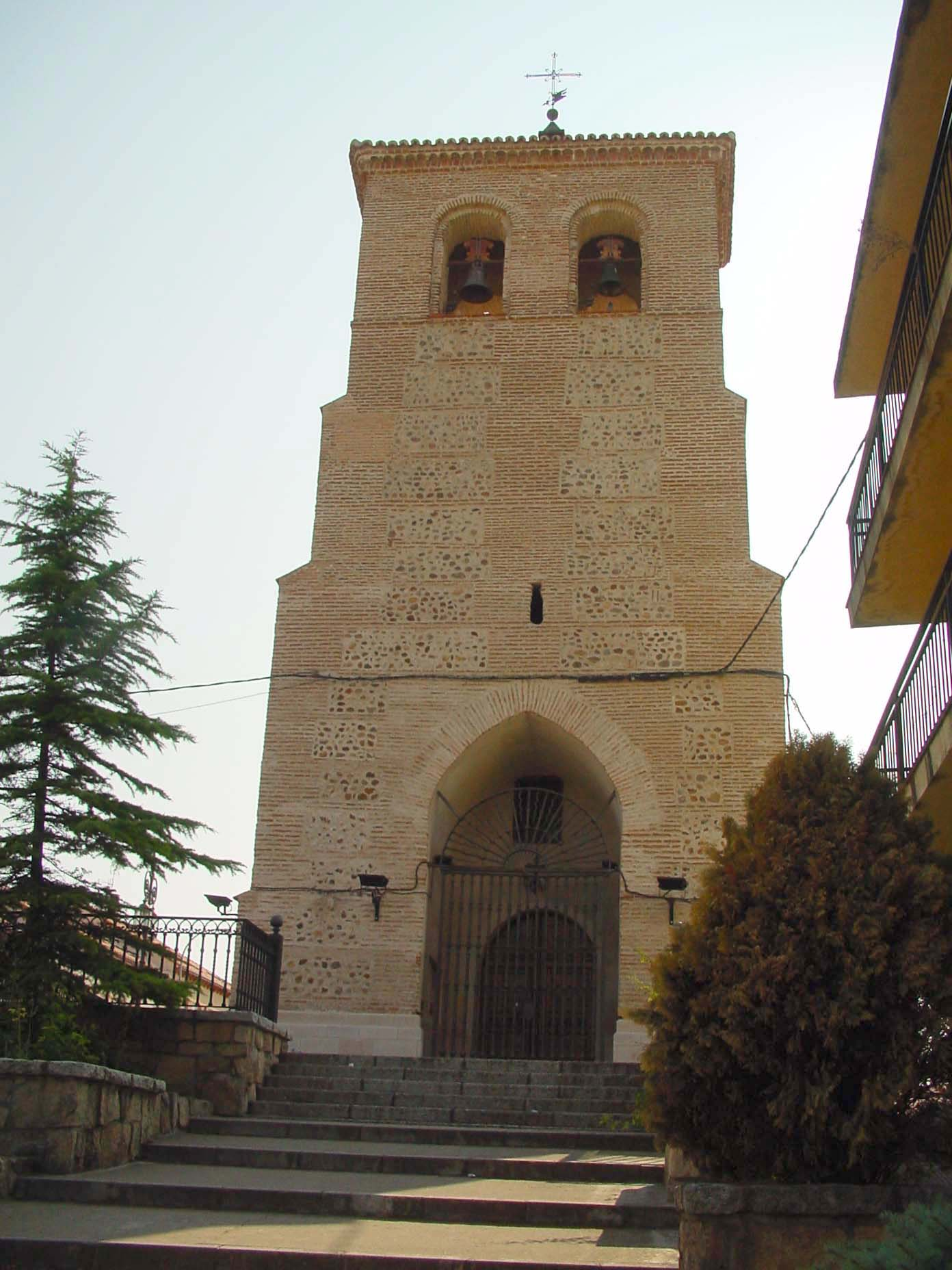
Christopheruskirche